# Kirgizi

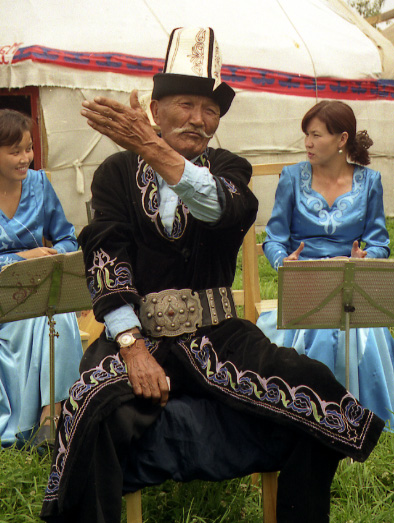
Kirgiski bajarz

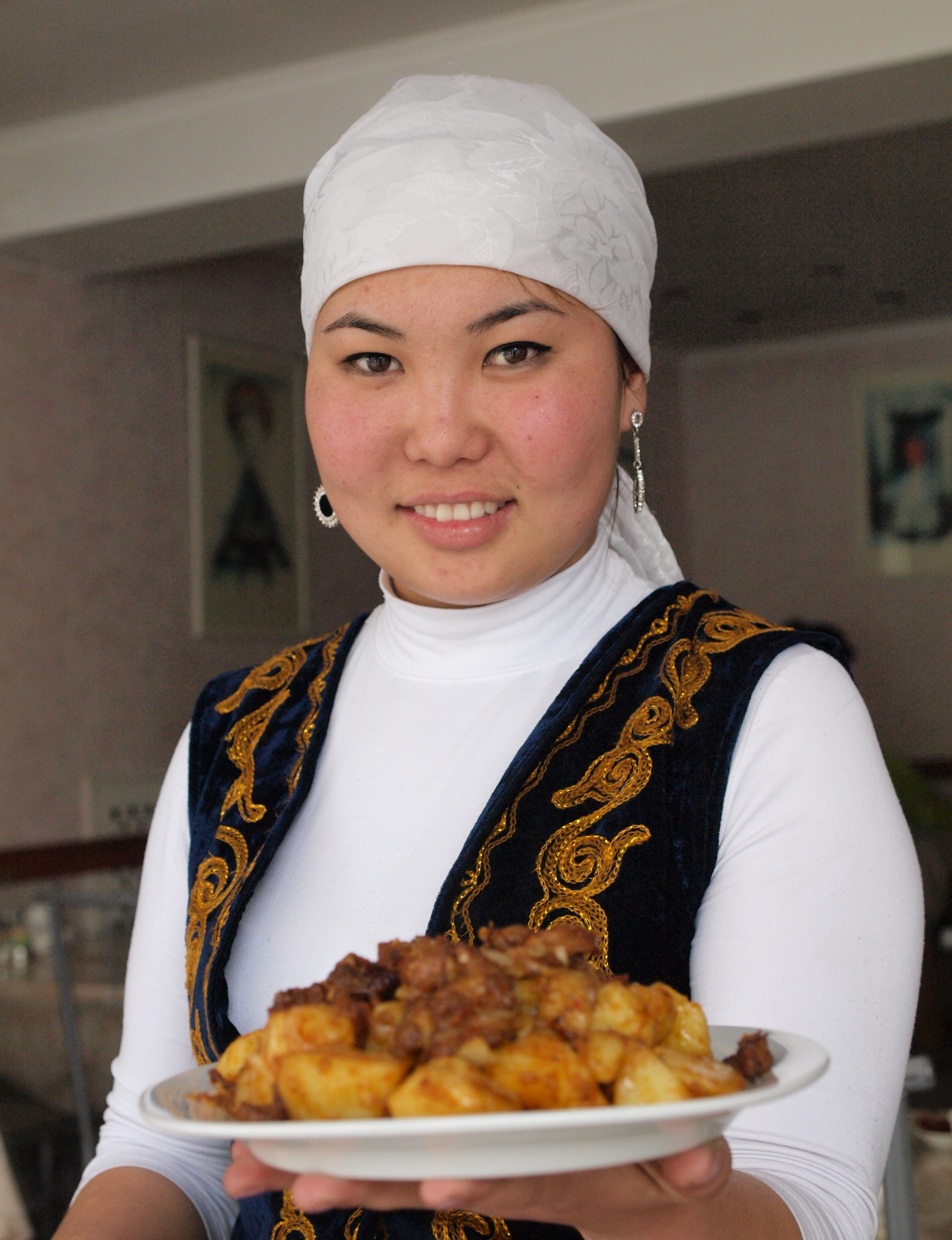
Kirgizka

Kirgizi (kirg. кыргыздар, trb. kyrgyzdar) – naród turkijski zamieszkujący głównie Kirgistan, jak również Uzbekistan, Kazachstan, Chiny, Tadżykistan, Turcję i Afganistan.

## Etnogeneza
Posługują się językiem kirgiskim z grupy języków tureckich. W procesie etnogenezy narodu kirgiskiego uczestniczyły plemiona tureckie i mongolskie. Wśród Kirgizów bardzo powszechne jest występowanie genów z haplogrupy R1a1. Struktura społeczna oparta była na podziale plemiennym i rodowym.
W VI–X wieku Kirgizi utworzyli państwo, które obejmowało znaczną część dzisiejszej Mongolii.

## Rozmieszczenie i liczebność
Współczesne szacunki mówią o ponad 4,5 miliona Kirgizów, żyjących głównie w Azji Środkowej. Poza swym państwem narodowym zamieszkują zwarcie zachodnie krańce Chin oraz wschodni Tadżykistan. Ponadto żyją w mniejszych skupiskach lub większym rozproszeniu w Uzbekistanie, Kazachstanie, Afganistanie i Turkmenistanie. Poza Azją Środkową emigracja żyje w Rosji, Turcji i na Ukrainie. Z racji na wysoki przyrost naturalny obserwowany jest znaczny wzrost liczebności Kirgizów w obrębie Kirgistanu, wzrastając z 2 229 663 w 1989 roku do 4 099 433 w 2013 roku. Stanowią 72% populacji Kirgistanu.
Historyczna populacja Kirgizów w poszczególnych republikach radzieckich na podstawie radzieckich spisów ludności:
|               | 1926            | 1939            | 1959            | 1970              | 1979              | 1989              |
| ------------- | --------------- | --------------- | --------------- | ----------------- | ----------------- | ----------------- |
| Kirgiska SRR  | 661 171 (66,6%) | 754 323 (51,7%) | 836 831 (40,5%) | 1 284 773 (43,8%) | 1 687 382 (47,9%) | 2 229 663 (52,4%) |
| Uzbecka SRR   | 79 610 (1,7%)   | 89 044 (1,4%)   | 92 725 (1,1%)   | 110 864 (1,0%)    | 142 182 (0,7%)    | 174 907 (0,8%)    |
| Tadżycka SRR  | 11 410 (1,4%)   | 27 968 (1,9%)   | 25 635 (1,3%)   | 35 485 (1,2%)     | 48 376 (1,3%)     | 63 832 (1,3%)     |
| Kazachska SRR | 10 200 (0,2%)   | 5 033 (0,1%)    | 6 810 (0,1%)    | 9 474 (0,1%)      | 9 352 (0,1%)      | 14 112 (0,1%)     |
| Rosyjska FSRR | 285 (0,00%)     | 6 311 (0,01%)   | 4 701 (0,00%)   | 9 107 (0,01%)     | 15 011 (0,01%)    | 41 734 (0,03%)    |

## Kultura
Tradycyjnym zajęciem Kirgizów było wysokogórskie pasterstwo, myślistwo, w niektórych regionach uprawa zbóż. Od początku XX wieku przechodzili na osiadły tryb życia, słynęli z wyrobu dywanów i artystycznej obróbki metali. Wyznają w głównej mierze islam sunnicki.